# Parlamento de Inglaterra

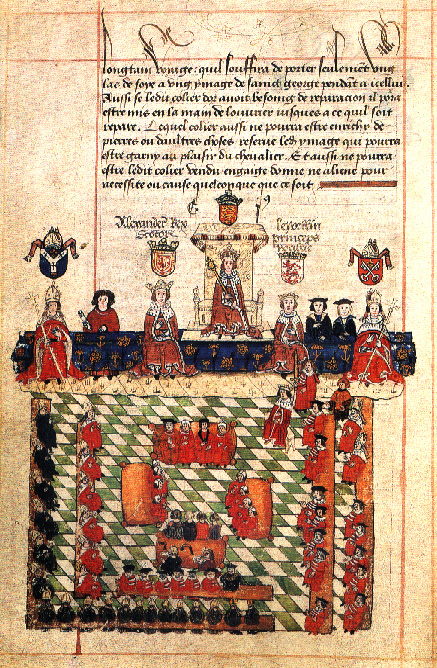
El parlamento inglés frente al rey, c.1300

El Parlamento de Inglaterra fue el poder legislativo del Reino de Inglaterra desde mediados del siglo XVI al XVII. El primer Parlamento inglés se convocó en 1216, con la creación y firma de la Carta Magna, que establecía los derechos de los barones (terratenientes ricos) para servir como consultores del rey en asuntos gubernamentales en su Gran Consejo. En 1295, el Parlamento evolucionó para incluir nobles y obispos, así como dos representantes de cada uno de los condados y ciudades de Inglaterra y, desde 1542, de Gales. Este se convirtió en el modelo para la composición de todos los futuros parlamentos. En el transcurso del siglo siguiente, los miembros del Parlamento se dividieron en las dos cámaras que tiene hoy, y los nobles y obispos abarcaron la Cámara de los Lores y los caballeros de la comarca y los representantes locales (conocidos como "burgueses") formando la Cámara de los Comunes. Durante el tiempo de Enrique IV en el trono, el papel del Parlamento se expandió más allá de la determinación de la política tributaria para incluir la "reparación de agravios", que esencialmente permitía a los ciudadanos ingleses solicitar al organismo que abordara las quejas en sus pueblos y condados locales. Para ese momento, los ciudadanos tenían el poder de votar para elegir a sus representantes, los burgueses, a la Cámara de los Comunes.
En 1066, Guillermo el Conquistador introdujo lo que, en siglos posteriores, se denominó sistema feudal, mediante el cual buscó el consejo de un consejo de arrendatarios en jefe (terratenientes) y eclesiásticos antes de dictar leyes. En 1215, los arrendarios en jefe obtuvieron la Carta Magna del rey Juan, que establecía que el rey no podía cobrar impuestos (excepto los impuestos feudales a los que estaban acostumbrados hasta ahora), salvo con el consentimiento de su consejo real que gradualmente se convirtió en un parlamento.
A lo largo de los siglos, el Parlamento inglés limitó progresivamente el poder de la monarquía inglesa, un proceso que posiblemente culminó en la guerra civil inglesa y el Tribunal Superior de Justicia para el juicio de Carlos I.

## Historia
Bajo un sistema de gobierno monárquico, los monarcas necesitan consultar las decisiones que toman, pues de otra manera nadie les obedecerá a ellos ni a sus decisiones. El Parlamento inglés evolucionó en un momento en que la monarquía estaba falta de algún tipo de fuerza policial o militar para respaldar sus leyes. En consecuencia, aquellos temas que precisaban de algún grado de poder en el reino hubo que hacerlos cumplir. La monarquía tuvo agentes por todo el país. Sin embargo, bajo el sistema feudal que se desarrolló en Inglaterra desde la invasión normanda de 1066, las leyes de la Corona no podrían haber sido impuestas sin el apoyo de la nobleza y el clero. La primera tenía su propio poder, y la Iglesia del país, que era todavía parte de la Iglesia católica, era virtualmente una ley en sí misma en este periodo pues tenía su propio sistema de tribunales legales religiosos.
Con el objeto de que la nobleza y el clero se aviniesen a hacer cumplir la normas promulgadas por el rey, tenían que estar de acuerdo con lo que hacía. Por lo tanto, los monarcas ingleses posteriores a 1066 constituyeron grandes consejos formados por toda la nobleza y los miembros veteranos del clero de quienes recibían consejo y el consentimiento cuando se trataba de decisiones importantes.
Un Gran Consejo típico estaría compuesto de arzobispos, obispos, abades, barones y condes, los pilares del sistema feudal. A lo largo del siglo XII, los caballeros de las comarcas comenzaron a sumarse al consejo cuando el monarca lo vio necesario. Estos Grandes Consejos estaban relativamente basados en la estructura y el concepto del Witenagemot anglo-sajón, aunque la importancia de esta institución respecto del ulterior desarrollo del parlamento puede estar sobrestimada.
Cuando este sistema de consulta y consentimiento se rompió, se hizo frecuentemente imposible el funcionamiento efectivo del gobierno. Los dos ejemplos más notables de esto previos al reinado de Enrique III son los casos de Thomas Becket y de Juan I de Inglaterra. Becket, que era Arzobispo de Canterbury entre 1162 y 1170, fue asesinado tras una larguísima disputa con Enrique II de Inglaterra sobre la jurisdicción de la Iglesia. Y Juan, que fue rey entre 1199 y 1216, fue tan contrario a algunos de sus principales nobles que le forzaron a aceptar la Carta Magna en 1215. El rechazo de Juan a adherirse a este tratado llevó a una guerra civil (véase Primera guerra de los Barones).
Estos Grandes Consejos evolucionaron en el Parlamento de Inglaterra. El mismo término se hizo habitual a comienzos del siglo XIII, derivado de las palabras latinas y francesas referidas a los conceptos de discutir y hablar. Como resultado de la obra de historiadores como G.O. Sayles y H.G. Richardson, se cree que los parlamentos primitivos tenían tanto una función judicial como legislativa.
Inicialmente, los Grandes Consejos o parlamentos fueron especialmente convocados cuando el rey necesitaba conseguir dinero a través de los impuestos. Siguiendo la Carta Magna esto se convirtió en una convención. Esto fue debido en no poca medida al hecho de que Juan murió en 1216 y fue sucedido por su hijo el infante Enrique III. Los nobles veteranos y los clérigos gobernaron en vez de Enrique hasta su mayoría de edad, concediéndose un tipo de poder que no habrían de abandonar. Entre otras cosas, se aseguraron de que la Carta Magna fuese aceptada por el joven rey.

### El parlamento durante el reinado de Enrique III: 1216-65
Una vez que Enrique III alcanzó la mayoría de edad y asumió el control del gobierno de su reino, muchos de los nobles principales se vieron afectados por su estilo de gobierno, especialmente en lo relativo a su falta de voluntad para consultarles para la toma de decisiones y su preferencia por el patronato de sus familiares extranjeros sobre el de sus súbditos nativos. La decisión de Enrique de apoyar la desastrosa invasión papal de Sicilia fue la gota que derramó el vaso. En 1258, siete barones importantes forzaron a Enrique a aceptar y jurar las Provisiones de Oxford, que abolieron de forma efectiva la monarquía absoluta anglo-normanda, dando poder a un consejo de quince barones para ocuparse de los negocios del gobierno y previendo tres reuniones anuales del parlamento para controlar su actuación. El parlamento se reunió seis veces entre junio de 1258 y abril de 1260, siendo la reunión más notable la del Parlamento de Oxford (1258), que dejó sentados los fundamentos para la construcción de las Provisiones de Oxford.
Irónicamente, fue el noble de origen francés Simón V de Montfort quien emergió como líder de esta rebelión característicamente inglesa. Durante los años siguientes, los partidarios de Monfort y los partidarios del rey se posicionaron de una forma cada vez más polarizada. Enrique obtuvo una bula papal en 1262 eximiéndolo de su juramento y ambos bandos comenzaron a formar ejércitos. En la batalla de Lewes el 14 de mayo de 1264, Enrique fue derrotado y hecho prisionero por el ejército de Montfort. Sin embargo, muchos de los nobles que inicialmente habían apoyado a Monfort empezaron a sospechar que había ido demasiado lejos con su celo reformista. Su apoyo entre la nobleza se redujo rápidamente. Así, en 1264, Montfort convocó el primer parlamento de la historia de Inglaterra sin una autorización real previa. Los arzobispos, obispos, abades, condes y barones fueron convocados, así como dos caballeros de cada condado y dos burgesses de cada borough. Los caballeros habían sido convocados a consejos anteriores, pero la representación de los boroughs fue una novedad. Su proceso de selección varió de borough a borough, pero no cabe duda de que alguna forma de elección democrática se utilizó en muchos casos. Se trató sencillamente de un movimiento para consolidar la posición de Montfort como el gobernador legítimo del reino, consecuencia de haber capturado a Enrique y a su hijo el príncipe Eduardo (más tarde Eduardo I de Inglaterra) en la batalla de Lewes.
Un parlamento conformado por representantes del reino fue la manera lógica de establecer su autoridad. Convocando este parlamento, explotó el hecho de que la mayoría de la nobleza había abandonado su movimiento llamando a caballeros y burgesses de la emergente clase gentry en un gesto por ganarse su apoyo. Este parlamento se convocó el 14 de diciembre de 1264. Su primera reunión se produjo el 20 de enero de 1265 en Leicester y fue disuelto el 15 de febrero de 1265. No se sabe con certeza quién asistió a este parlamento. No obstante, el esquema de Montfort fue adoptado formalmente por Eduardo I en el llamado "Model Parliament" de 1295. La participación en el parlamento de caballeros y burgesses se conoce históricamente como la reunión de "los Comunes" (the Commons).
Después del escape de Eduardo de su cautiverio, Montfort fue derrotado y asesinado en la batalla de Evesham en 1265. La autoridad de Enrique fue restaurada y las Provisiones de Oxford se olvidaron, pero esto no fue más que un punto de inflexión en la historia del Parlamento de Inglaterra. Aunque no estuviese obligado por ningún estatuto a hacerlo, Enrique convocó a los Comunes al parlamento tres veces entre septiembre de 1268 y abril de 1270. Esto no fue un punto significativo en la historia de la democracia parlamentaria. Vale la pena recordar que ser enviado al parlamento para ser forzado a otorgar impuestos para el gobierno y después regresar a explicarle eso a los constituyentes no era ninguna tarea envidiable. Subsecuentemente se sabe poco sobre como es que los representantes eran seleccionados porque en esta época ser enviado al parlamento no era un encargo prestigioso. Sin embargo la decisión de Montfort de convocar a caballeros y burgesses a su parlamento marcó una emergencia irreversible del gentry como una fuerza en la política. Desde entonces, los monarcas no los podían ignorar, lo que explica la decisión de Enrique de convocar a los Comunes a varios de sus parlamentos de después de 1265.
A pesar de que muchos nobles que habían apoyado las Provisiones de Oxford permanecieron activos en la política inglesa a través del reino de Enrique, las condiciones que habían establecido para los parlamentos regulares ya habían sido olvidadas, como su simbolizaran el desarrollo histórico del Parlamento Inglés a través de la convención en lugar de estatutos y constituciones escritas e impresas por el parlamento.

### El establecimiento del Parlamento como institución
Durante el reino de Eduardo I, que  en 1272, el rol del parlamento en el gobierno del reino de Inglaterra aumentó debido a su determinación para unir Inglaterra, Gales y Escocia bajo su gobierno por la fuerza. También estaba ansioso para unir a sus súbditos para restaurar su autoridad y no enfrentar la rebelión tal como su padre lo había hecho. Por lo tanto él alentó a todos los sectores de la sociedad para que enviaran peticiones al parlamento detallando sus problemas para que pudieran ser resueltos. Al parecer esto le daba a todos los súbditos de Eduardo un rol potencial en el gobierno y esto le ayudó a afirmar su autoridad.
Dado que el número de peticiones enviadas al parlamento aumentaba, y frecuentemente eran ignoradas, empezaron a ser tratadas por más y más ministros de la Corona de manera que no bloquearan el paso de asuntos de gobierno a través del parlamento. Sin embargo la importancia de las peticiones es significativa porque es una de las evidencias más tempranas del parlamento funcionando como un foro para tratar las preocupaciones general de la gente común. Enviar una petición al parlamento es una tradición que continúa hoy en día en el Parlamento del Reino Unido.
Estos desarrollos simbolizan el hecho de que el parlamento y el gobierno no eran la misma cosa en este punto. Si los monarcas iban a imponer su voluntad en el reino, tendrían que controlar al parlamento en lugar de servirle.
A partir del reino de Eduardo, la autoridad del Parlamento Inglés dependería de la fuerza o debilidad del monarca incumbente. Cuando el rey o la reina era fuerte, él o ella tendría suficiente influencia para pasar la legislación a través del parlamento sin mucho problema. Algunos monarcas fuertes incluso lo ignoraban completamente, aunque esto no siempre era posible en los casos de legislación financiera debido a la convención posterior a la Magna Carta en la que el parlamento otorgaba los impuestos. Cuando monarcas débiles gobernaban, el parlamento se volvía frecuentemente el centro de oposición en su contra. Subsecuentemente, la composición de los parlamentos en este periodo variaba dependiendo de las decisiones que necesitaban ser tomadas. La nobleza y el clero mayor siempre eran convocados. A partir de 1265, cuando el monarca necesitaba recaudar dinero a través de los impuestos, era usual que los caballeros y los burgueses también fueran convocados. Sin embargo cuando el rey solamente buscaba consejo, usualmente convocaba sólo a la nobleza y el clero, algunas veces con y algunas veces sin los caballeros de las comarcas. En algunas ocasiones los Comunes eran convocados y enviados de regreso una vez que el monarca ya había terminado con ellos, permitiendo que el parlamento continuara sin ellos. No fue sino hasta la mitad del siglo catorce que convocar a representantes de las comarcas y los boroughs se volverían la norma para todos los parlamentos.
Uno de los momentos que marcó la aparición del parlamento como una institución verdadera en Inglaterra fue la deposición de Eduardo II. Sin embargo es discutible si Eduardo II fue depuesto en el parlamento o por el parlamento, esta importante secuencia de eventos consolidó la importancia del parlamento en la constitución inglesa no escrita. El parlamento también fue crucial en establecer la legitimidad del rey que reemplazó a Eduardo II: su hijo Eduardo III.
En 1341, la nobleza y el clero fueron convocados de manera separada por primera vez, creando lo que sería efectivamente una Cámara Alta y una Cámara Baja, con los caballeros y los burgesses ocupando esta última. La Cámara Alta se conocería como la Cámara de los Lores desde 1544 y la Cámara Baja como la Cámara de los Comunes, colectivamente conocidas como Cámaras del Parlamento.
La autoridad del parlamento creció bajo Eduardo III; se estableció que ninguna ley podría proclamarse, ni ningún impuesto aplicarse, sin el consenso de las dos Cámaras y del Soberano. Esto fue un desarrollo durante el reino de Eduardo III; estuvo involucrado en la guerra de los Cien Años y necesitaba recursos financieros. Eduardo intentó evitar el parlamento lo más posible, lo que causó que se promulgara este edicto.
Los Comunes comenzaron a actuar con mayor fuerza durante este periodo. Durante el Buen Parlamento (1376), el Oficial Presidente de la cámara baja, sir Peter de la Mare, se quejó de los altos impuestos, demandó una auditoría a los gastos reales y criticó la administración del ejército por parte del rey. Los Comunes incluso cuestionaron a algunos de los ministros del rey. El rudo oficial fue encarcelado pero fue liberado rápidamente después de la muerte de Eduardo III. Durante el reino del siguiente monarca, Ricardo II, los Comunes de nuevo comenzaron a cuestionar a los errantes ministros de la Corona. Insistieron en que no podían controlar sólo los impuestos, sino también el gasto público. A pesar de esas ganancias en autoridad, los Comunes permanecieron mucho menos poderosos que la Cámara de los Lores y que la Corona.
Este periodo también vio la introducción de una franquicia que limitaba el número de personas que podían votar en las elecciones para la Cámara de los Comunes. A partir de 1430, la franquicia estaba limitada a los Poseedores de Cuarenta Chelines, es decir los hombres que tenían propiedades que valían cuarenta chelines o más. El Parlamento de Inglaterra legisló esta nueva franquicia uniforme en el estatuto 8 Hen. 6, c. 7. La Tabla Cronológica de los Estatutos no menciona tal ley de 1430, ya que fue incluida en los Estatutos Consolidados como un recital en el Acto sobre los Electores de Caballeros de la Comarca (10 Hen. 6, c. 2), el cual enmendaba y reproclamaba la ley de 1430 para hacer claro que un residente de un condado debía tener una propiedad de cuarenta chelines en ese condado para ser un votante ahí.

### Rey, Lores y Comunes
Fue durante el reino de los monarcas Tudor que la estructura moderna del Parlamento Inglés comenzó a ser creada. La monarquía Tudor era poderosa y hubo periodos de varios años en los que el parlamento no se reunió para nada. Sin embargo los monarcas Tudor eran lo suficientemente astutos para darse cuenta de que necesitaban un parlamento para legitimar muchas de sus decisiones, principalmente cuando necesitaban dinero a través de los impuestos legítimamente y sin causar descontento. Así consolidaron un estado en el que los monarcas convocaban y cerraban el parlamento como y cuando lo necesitaban.
Para cuando Enrique Tudor (Enrique VII ascendió al trono en 1485) el monarca no era un miembro de la Cámara Alta ni de la Cámara Baja. Ellos deberían hacer saber sus sentimientos a través de aquellos que los apoyaban en ambas casas. Los procedimientos eran regulados por el oficial presidente en cada Cámara. Desde la década de 1540, el oficial presidente de la Cámara de los Comunes se volvió formalmente conocido como el "Vocero", habiendo sido previamente conocido como el "prolocutor" (una posición semioficial, usualmente nominado por el monarca, que había existido desde que Peter de Montfort había actuado como el oficial presidente del Parlamento de Oxford de 1258). Éste no era un trabajo envidiable. Cuando la Cámara de los Comunes no estaba contenta, era el Vocero el que debía llevarle las noticias al monarca. Esto comenzó la tradición, que sobrevive hasta este día, en la que el Vocero de la Cámara de los Comunes es arrastrado a la Silla del Vocero por otros miembros cuando son elegidos.
Un miembro de cada cámara podía presentar una "iniciativa" al parlamento. Las iniciativas apoyadas por el monarca eran a menudo propuestas por miembros del Consejo Privado que participaban en el parlamento. Para que una iniciativa se convirtiera en ley, tenía que ser aprobada por una mayoría de ambas Cámaras del Parlamento antes de ser enviada al monarca para sanción real o veto. El veto real fue aplicado varias veces durante los siglos XVI y XVII y aún es un derecho del monarca del Reino Unido el vetar la legislación de hoy en día, aunque no ha sido ejecutado desde 1707 (hoy tal ejercicio precipitaría una crisis constitucional).
Cuando una iniciativa se convertía en ley este proceso teóricamente le daba a la iniciativa la aprobación de cada estado del reino: el rey, los lores y los comunes. En realidad esto no era preciso. El Parlamento de Inglaterra estaba lejos de ser una institución democráticamente representativa en este periodo. Era posible convocar a la toda nobleza y el clero del reino en un lugar para formar el estado de la Cámara Alta. Sin embargo la franquicia del voto para la Cámara de los Comunes era increíblemente pequeña, algunos historiadores estiman que era tan pequeña como el 3% de la población masculina adulta. Esto significa que las elecciones podían ser a veces controladas por los grandes locales porque en algunos boroughs los votantes eran, de cierto modo, dependientes en los nobles locales o alternativamente podrían ser comprados con sobornos. Si esos grandes apoyaban al monarca incumbente, esto potencialmente le daba a la Corona y a sus ministros gran poder sobre los negocios del parlamento. Muchos de los hombres electos al parlamento no envidiaban la posibilidad de actuar en el interés de otros. Así que se promulgó una regla, aún en el libro de estatutos de hoy, donde se volvía ilegal para los miembros de la Cámara de los Comunes el renunciar a sus cargos a menos que les sea otorgada una posición directamente dentro del patronato del monarca (hoy esta última restricción lleva a una ficción real permitiendo la renuncia de facto a pesar de la prohibición). Sin embargo debe ser enfatizado que aunque varias elecciones al parlamento en este periodo serían consideradas corruptas para los estándares modernos, muchas elecciones involucraban genuinas campañas entre candidatos rivales, aunque los resultados no eran secretos.
Fue en este periodo que el Palacio de Westminster se estableció como la sede del Parlamento Inglés. En 1548 a la Cámara de los Comunes se le otorgó un lugar para reunirse regularmente por la Corona, la capilla de San Esteban. Ésta había sido la capilla real. Se convirtió en una cámara de debate después de que Enrique VIII fuera el último monarca en usar el Palacio de Westminster como un lugar de residencia y tras la supresión del colegio que ahí existía. Este cuarto se convirtió en el hogar de la Cámara de los Comunes hasta que fue destruido por un incendio en 1834, aunque el interior fue alterado varias veces hasta entonces. La estructura de esta habitación fue increíblemente importante en el desarrollo del Parlamento de Inglaterra. Mientras que las modernas legislaturas se reúnen en una cámara circular, las bancas de las Cámaras Británicas del Parlamento están dispuestas como el coro en una capilla, simplemente porque ésta es la parte del cuarto original que los miembros de la Cámara de los Comunes utilizaron cuando se les concedió el uso de la Capilla de San Esteban. Esta estructura tomó un nuevo significado con la aparición de partidos políticos en el siglo XVII y principios del siglo XVIII, mientras comenzaba la tradición según la cual los miembros del partido gobernante se sentarían en las bancas de la derecha del Vocero y los miembros de la oposición en las bancas de la izquierda.
El número de los Lores Espirituales fue en declive bajo Enrique VIII, quien ordenó la Disolución de los monasterios, negando a los abades y prelados sus puestos en la Cámara Alta. Por la primera vez, los Lores Temporales eran más numerosos que los Lores Espirituales.
El Acto de las Leyes de Gales de 1535-42 anexaron a Gales como parte de Inglaterra y esto trajo representantes galeses al Parlamento de Inglaterra.

### Rebelión y Revolución
El parlamento no siempre estuvo sometido a los deseos de los monarcas Tudor, sino que la crítica parlamentaria al monarca alcanzó nuevos niveles en el siglo XVII.
En 1628, alarmados por el ejercicio arbitrario del poder real, la Cámara de los Comunes enviaron a Carlos I la Petición de Derecho, demandando la restauración de sus libertades. Aunque aceptó la petición, Carlos I disolvería el parlamento y gobernaría sin él por once años. Fue sólo hasta después del desastre financiero de las Guerras de los Obispos (1639-1640) que fue forzado a convocar al parlamento para que pudieran autorizar nuevos impuestos. Esto resultó en la formación de asambleas conocidas históricamente como el Parlamento corto de 1640 y el Parlamento largo, que se reunió con varios recesos y en varias formas entre 1640 y 1653.
El Parlamento largo fue caracterizado por el número creciente de críticos del rey que participaba en él. El más prominente de estos críticos en la Cámara de los Comunes era John Pym. Las tensiones entre el rey y su parlamento alcanzaron un punto álgido en enero de 1642 cuando Carlos I entró sin éxito a la Cámara de los Comunes para intentar arrestar a Pym y a otros cuatro miembros por su argumentada traición. Los cinco miembros habían sido avisados de esto y cuando Carlos I entró a la cámara con un grupo de soldados, ellos ya habían desaparecido. Carlos I fue humillado aún más cuando le preguntó al Vocero, William Lenthall, su ubicación y éste se negó a revelarla.
Desde entonces, las relaciones entre el rey y su parlamento se deterioraron aún más. Cuando los problemas empezaron a aparecer en Irlanda, tanto Carlos I como su parlamento organizaron ejércitos para apagar los levantamientos de los católicos nativos. No pasó mucho tiempo antes de que fuera evidente que estas fuerzas lucharían entre ellas, llevando a la guerra civil inglesa que comenzó con la batalla en Edgehill de octubre de 1642: aquellos que apoyaban la causa del parlamento eran llamados Parlamentarios. 
La victoria final de las fuerzas parlamentarias fue un punto decisivo en la historia del Parlamento de Inglaterra. Esto marcó el punto cuando el parlamento reemplazo al monarca como la suprema fuente de poder en Inglaterra. Las batallas entre la Corona y el parlamento continuarían a través del siglo XVII y XVIII, pero el parlamento ya no estaba a disposición de la monarquía inglesa. Este cambio fue simbolizado con la ejecución de Carlos I en enero de 1649. Fue un tanto irónico que este evento no fuera instigado por los representantes electos del reino. La Purga de Pride de diciembre de 1648, el nuevo ejército modelo (que para entonces ya se perfilaba como la fuerza principal en la alianza parlamentaria), expulsó del parlamento a los miembros que no lo apoyaban. El "parlamento restante", como fue conocido más tarde por los críticos, promulgó legislación para poner al rey en juicio por traición. Este juicio, cuya condena ya se conocía desde el principio, llevó a la ejecución del rey y a la aparición de una república por 11 años. La Cámara de los Lores fue abolida y la Cámara de los Comunes purgada gobernó Inglaterra hasta abril de 1653, cuando el jefe del ejército Oliver Cromwell lo disolvió después de desacuerdos sobre la política religiosa y sobre como ejercer las elecciones al parlamento. Cromwell más tarde convocaría a un parlamento de radicales religiosos en 1653, comúnmente conocido como el Parlamento de Barebone, seguido por el Primer Parlamento del Protectorado (unicameral) que sesionó desde septiembre de 1654 hasta enero de 1655 y el Segundo Parlamento del Protectorado que sesionó en dos sesiones entre 1656 y 1658, la primera sesión fue unicameral y la segunda sesión fue bicameral.
Aunque es fácil considerar a la República Inglesa de 1649-60 como nada más que una dictadura militar cromwelliana, los eventos que tuvieron lugar en esta década fueron altamente importantes en la determinación del futuro del parlamento. Primeramente, fue durante la sesión del primer Parlamento Restante que los miembros de la Cámara de los Comunes se conoció como "MP" (Miembros del Parlamento). En segundo lugar, Cromwell le dio un amplio grado de libertad a sus parlamentos, aunque los realistas estaban impedidos para participar en todos casos, salvo algunos cuantos. Su visión del parlamento parece haber sido largamente basada en el ejemplo de los parlamentos isabelinos. Sin embargo subestimó hasta que grado Isabel I y sus ministros habían influenciado directa e indirectamente el proceso de toma de decisiones de sus parlamentos. Fue así que estuvo siempre sorprendido cuando éste se volvía problemático durante su régimen. Terminó por disolver cada parlamento que convocaba. Aun así es importante notar que la estructura de la segunda sesión del Segundo Parlamento del Protectorado de 1658 era casi idéntica a la estructura parlamentaria consolidada en el Acuerdo de la Revolución Gloriosa de 1689.
En 1653, Cromwell había sido hecho jefe de Estado con el título de Lord Protector del reino. El Segundo Parlamento del Protectorado le ofreció la corona. Cromwell rechazó la oferta, pero la estructura gubernamental establecida en la versión final de la Humilde Petición y Consejo fue la base para todos los parlamentos futuros. Proponía una Cámara de los Comunes electa como la Cámara Baja, y una Cámara de los Lores compuesta por nobles del reino como Cámara Alta, y una monarquía constitucional servidora del parlamento y las leyes de la nación como poder ejecutivo del Estado en la cima del árbol, asistido en la función de sus deberes con un Consejo Privado. Oliver Cromwell había presidido, sin darse cuenta, la creación de las bases para el futuro gobierno parlamentario de Inglaterra.
En términos de la evolución del parlamento como institución, por mucho el desarrollo más importante durante la república fue la sesión del Parlamento Restante entre 1649 y 1653. Esto probó que el parlamento podía sobrevivir sin un monarca y sin una Cámara de los Lores si así lo quisiera. Los futuros monarcas ingleses nunca olvidarían esto. Carlos I fue el último monarca inglés en entrar a la Cámara de los Comunes. Aún hoy, un Miembro del Parlamento del Reino Unido es enviado al Palacio de Buckingham como un rehén ceremonial durante la Ceremonia de apertura del Parlamento del Reino Unido, para asegurar el seguro retorno del soberano de un parlamento potencialmente hostil. Durante la ceremonia, el monarca se sienta en el trono en la Cámara de los Lores y le ordena al Lord Gran Chambelán que convoque a la Cámara de los Comunes en la Cámara de los Lores desde ahí. El Lord Gran Chambelán levanda su bastón de oficio para señalar al Caballero Ujier del Bastón Negro, quien había estado esperando en el lobby central. El Bastón Negro entra y, bajo la guardia del cuidador de la puerta de la Cámara de los Lores y del inspector de la policía, se acerca a las puertas de la Cámara de los Comunes. Las puertas le son cerradas en la cara - simbolizando el derecho de los Comunes de debatir sin la presencia del representante de la Reina. Entonces él golpea tres veces con su bastón (el Bastón Negro), y es admitido.

### Parlamento desde la Restauración al Acta de Establecimiento
Los eventos revolucionarios que ocurrieron entre 1640 y 1660 tuvieron lugar en nombre del parlamento. El nuevo estatus del mismo como órgano central del gobierno del Estado inglés se consolidó durante los eventos alrededor de la Restauración de la monarquía en 1660. Siguiendo la muerte de Oliver Cromwell en septiembre de 1658, su hijo Richard Cromwell lo sucedió como Lord Protector, convocando al Tercer Parlamento del Protectorado en el proceso. Cuando su parlamento fue disuelto a causa de la presión del ejército en abril de 1659, el Parlamento Restante fue reconvocado ante la insistencia de los grandees sobrevivientes del ejército. Éste a su vez fue disuelto en un golpe liderado por el general del ejército John Lambert, llevando a la formación del Comité de Seguridad, dominado por Lambert y sus seguidores. Cuando las fuerzas disidentes de George Monck invadieron Inglaterra desde Escocia donde habían estado estacionadas –sin que los seguidores de Lambert se opusieran– Monck temporalmente convocó al Parlamento Restante y revirtió la Purga de Pride reconvocando a la totalidad del Parlamento largo. Ellos votaron por disolverse a sí mismos y convocar a nuevas elecciones, las cuales fueron consideradas como las más democráticas por 20 años aunque la franquicia aún era muy pequeña. Esto llevó al llamado del Parlamento de la Convención, el cual estaba dominado por realistas. Este parlamento votó para reinstalar la monarquía y la Cámara de los Lores. Carlos II regresó a Inglaterra como rey en mayo de 1660.
La Restauración comenzó la tradición que dicta que todos los gobiernos buscarán al parlamento para lograr legitimidad. En 1681 Carlos II disolvió el parlamento y gobernó sin él por los últimos cuatro años de su reino. Esto fue el resultado de amargos desacuerdos entre el rey y el parlamento que habían ocurrido entre 1679 y 1681. Carlos tomó grandes riesgos al hacerlo. Arriesgo la posibilidad de un golpe militar similar al de 1642. Sin embargo, correctamente predijo que la nación no querría otra guerra civil. El parlamento se disolvió sin luchar. Los eventos que siguieron aseguraron que esto no sería más que una ausencia temporal.
Carlos II murió en 1685 y fue sucedido por su hermano Jacobo II. Durante su vida Carlos había jurado lealtad a la Iglesia Protestante de Inglaterra, a pesar de sus simpatías católicas privadas. Jacobo era abiertamente católico e intentó levantar la restricción sobre los católicos para ocupar puestos públicos. Sin embargo se encontró con la fuerte oposición de los protestantes en su reino. Cuando la guerra civil se volvió una posibilidad inminente, Jacobo huyó del país. El parlamento le ofreció entonces la corona a su hija protestante María, en lugar de a su hijo (Jacobo Francisco Eduardo Estuardo). María II gobernó junto con su esposo, Guillermo III. El parlamento tomó esta oportunidad para aprobar el Acta de Derechos de 1689 y el Acta de Establecimiento de 1701. Estos eran estatutos que legalmente mantenían la prominencia del parlamento por primera vez en la historia inglesa. Estos eventos marcaron el inicio de la monarquía constitucional inglesa y su subordinación al parlamento.

### Unión: el Parlamento de Gran Bretaña
Después del Acta de Unión en 1707, Actas del Parlamento aprobadas en el Parlamento de Inglaterra y el Parlamento de Escocia crearon un nuevo Reino de Gran Bretaña y disolvió ambos parlamentos, reemplazándolos con un nuevo Parlamento de Gran Bretaña con sede en el antiguo hogar del parlamento inglés. El Parlamento de Gran Bretaña se convertiría más tarde en el Parlamento del Reino Unido en 1801 cuando el Reino Unido de Gran Bretaña e Irlanda fue formado a través del Acta de Unión de 1800.

### Futuro
El restablecimiento de un Parlamento inglés devuelto, dando poderes separados de toma de decisiones a los representantes de los votantes en Inglaterra, similar a la representación dada por la Asamblea Galesa, el Parlamento Escocés y la Asamblea de Irlanda del Norte, es un asunto en la política británica, dado a la anomalía de los diputados escoceses debatiendo asuntos ingleses cuando los diputados ingleses no son capaces de votar en asuntos que afectan exclusivamente a Escocia. La cuestión de un parlamento inglés devuelto era considerado un asunto menor hasta que el Partido Conservador anunció propuestas políticas para prohibir a los MP escoceses votar en asuntos ingleses, aumentando la importancia del asunto. Los únicos partidos políticos activamente promoviendo un Parlamento Inglés son los extra-parlamentarios Partido Nacional Británico y el Partido de los Demócratas Ingleses.
En relación con los asuntos parlamentarios, una larga anomalía llamada la Cuestión de West Lothian ha siempre sido referenciada. Antes de la devolución escocesa, los asuntos puramente escoceses eran debatidos en Westminster. La "Cuestión" era que los MP escoceses podía y votaban en asuntos relacionados únicamente con Inglaterra y Gales e Irlanda del Norte. La devolución galesa removió la mayor parte de la anomalía para Gales, pero no para Inglaterra: los MP escoceses y galeses pueden votar en asuntos ingleses, pero muchos asuntos escoceses y galeses no son debatidos en Westminster.
Los MP ingleses son elegidos al mismo tiempo que el resto de los MP del Reino Unido. Hay 529 distritos electorales ingleses, debido a su gran número, forman una mayoría en la Cámara de los Comunes. Como el Gobierno Británico consideraba a Escocia como sobre-representada en relación con los otros componentes del Reino Unido, la cláusula 81 del Acta de Escocia 1998 igualó la cuota electoral inglesa y escocesa, y ahora Londres per se provée más MP que toda Escocia.

## Lugares donde el Parlamento se ha reunido fuera de Londres
El parlamento de navegación:
- Lincoln, varios
- Castillo Acton Burnell, 1283 Shropshire Virtual
- Shrewsbury, 1283 (juicio de Dafydd ap Gruffydd)
- Leicester, 1426 (ver Parlamento de los Palos) y el primer parlamento inglés oficial